# 中国（天津）自由贸易试验区
中国（天津）自由贸易试验区，简称天津自由貿易區、天津自贸区等，位于中华人民共和国天津市，是中国长江以北地区第一个自由贸易试验区。天津自贸区总面积119.9平方公里，包括3个片区，即天津港片区、天津机场片区和滨海新区中心商务片区，覆盖滨海新区中心商务区、东疆保税港区和天津港保税区、天津空港经济区等滨海新区的功能区。
《中国（天津）自由贸易试验区总体方案》中指出建立天津自贸区的使命是新形势下推进改革开放和加快实施京津冀协同发展战略的重要举措，对加快政府职能转变、积极探索管理模式创新、促进贸易和投资便利化，为全面深化改革和扩大开放探索新途径、积累新经验。

## 历史沿革

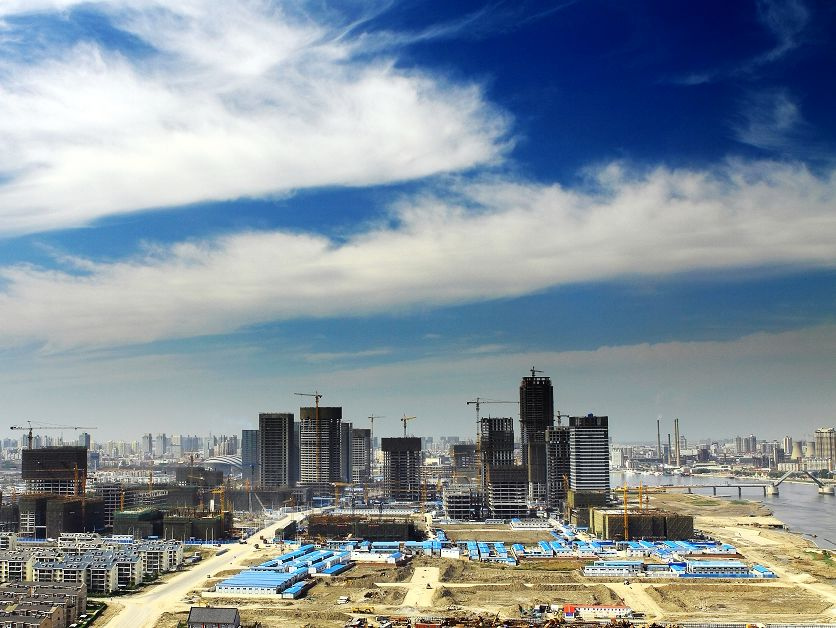
2011年建设中的天津自贸区中心商务区片区

天津自贸区最早可以追溯至1980年代天津港在实行体制改革试点时，天津港曾计划未来在天津港附近划出一片特殊区域，设立建立类似香港的自由港城市，此后，天津市计划依托申请设立自由港或自由贸易区。如交通部第一航务工程勘察设计院鹿鹤松曾撰文探讨在天津港开辟自由港区的可行性。1991年，由于政治因素，“自由”一词在当时成为忌讳，天津市政府在上报中央政府的报告的最终文稿中回避了“自由港”“自由贸易区”的概念，采用“天津港保税区”一词。

### 研究阶段
2004年3月，全国政协委员、农工民主党副主席张大宁作了题为《加快环渤海经济圈建设，打造新的经济增长极》的发言，提出建议国家批准在天津滨海新区辟建符合国际惯例又有中国特色的自由贸易区。 
2006年，中共天津市委研究室建设东疆保税港区战略研究课题组在《建设天津东疆保税港区的战略研究》中提出将东疆保税港区建成“高度开放的自由贸易示范港区”，中期发展目标在2015年建成中国大陆第一个符合国际通行做法的自由贸易港区，远期发展目标在2020年将整个滨海新区建设成为具有自由港性质的综合型自由贸易区。同年，天津市政府派出代表团到鹿特丹、阿姆斯特丹、迪拜等地的自由贸易区，考察了解其海关监管、制度建设以及管理体制。
2007年4月，该课题组在《建设天津东疆保税港区的战略构想与对策》中重述了这一观点。2007年12月，天津东疆保税港区在一期封关后明确将自由贸易港区确定为发展方向。

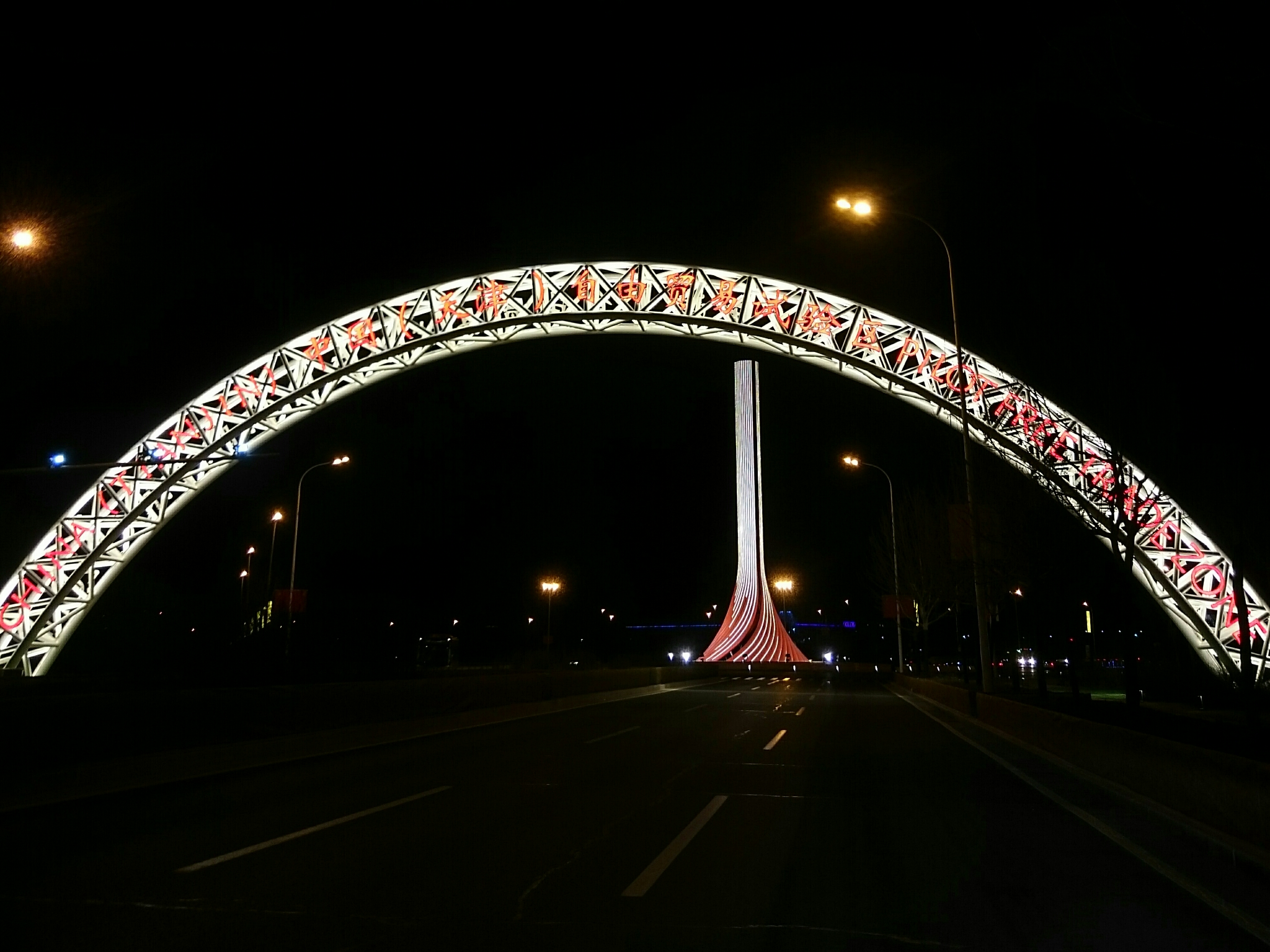
天津自贸区拱门

2008年3月，国务院批复的《天津滨海新区综合配套改革试验总体方案》明确表示，天津东疆保税港区在“条件成熟时，进行建立自由贸易港区的改革探索”。
2009年1月，天津港董事长于汝民在《关于天津东疆保税港区发展的若干战略思考》中提出应以东疆保税港区为基础建设自由贸易港区。

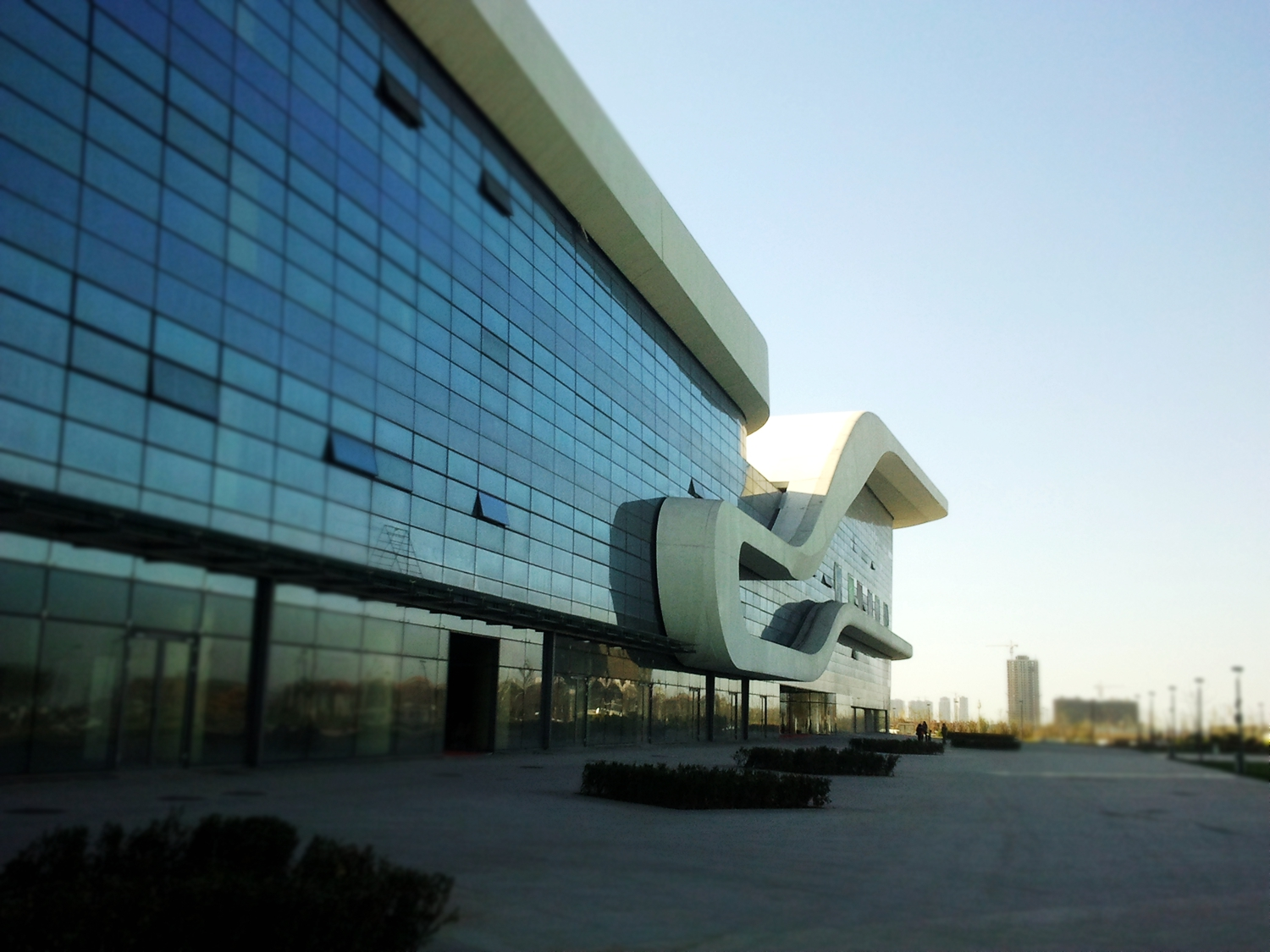
天津自贸区天津港片区内的东疆国际商品展销中心

2010年12月，国家发改委向国务院上报了《关于天津北方国际航运中心核心功能区建设方案的请示》（发改基础[2010] 2579号）。2011年2月，孟广文等学者在《地理学报》发表论文披露中央政府已经初步确立了在青岛、天津、上海和深圳等地建立自由贸易区的规划与设想。同年5月，国务院下发《国务院关于天津北方国际航运中心核心功能区建设方案的批复》（国函[2011] 51号），正式批复同意在天津东疆保税港区推进船舶登记制度、国际航运税收、离岸金融业务和租赁业务试点，积极开展建设中国特色自由贸易港区的改革探索。

### 方案申报阶段
2013年上半年，商务部向国务院同时上报了天津、上海两份自贸区实施方案，但最终天津方案未获通过。7月，由商务部主导、商务部外资司牵头成立包括北京、天津两地的专家组成的天津自贸区方案起草小组，开始制定包括负面清单在内的天津自贸区实施方案。同月，天津市人民政府决定成立东疆保税港区建设自由贸易港区领导小组议事协调机构，由天津市常务副市长崔津渡任组长，天津市副市长任学锋、天津市副市长、滨海新区区长宗国英任副组长。12月27日，国务院总理李克强在天津滨海新区考察时回应天津自贸区方案未获通过的原因是国务院定位天津建立中国第一个综合改革创新区，享受并超过上海自贸区所有政策，希望天津“积极探索促进投资和服务贸易便利化综合改革试验”，并表示天津“可以不叫自贸区，要形成和上海不一样的特色，叫投资和贸易便利化综合改革创新区，政策和自贸区一样，而且面积扩至整个滨海新区”。随后，天津在自贸区申报方案中增加了“投资和服务贸易便利化”的试验内容并扩大了原本仅包括东疆保税港区的申报范围。

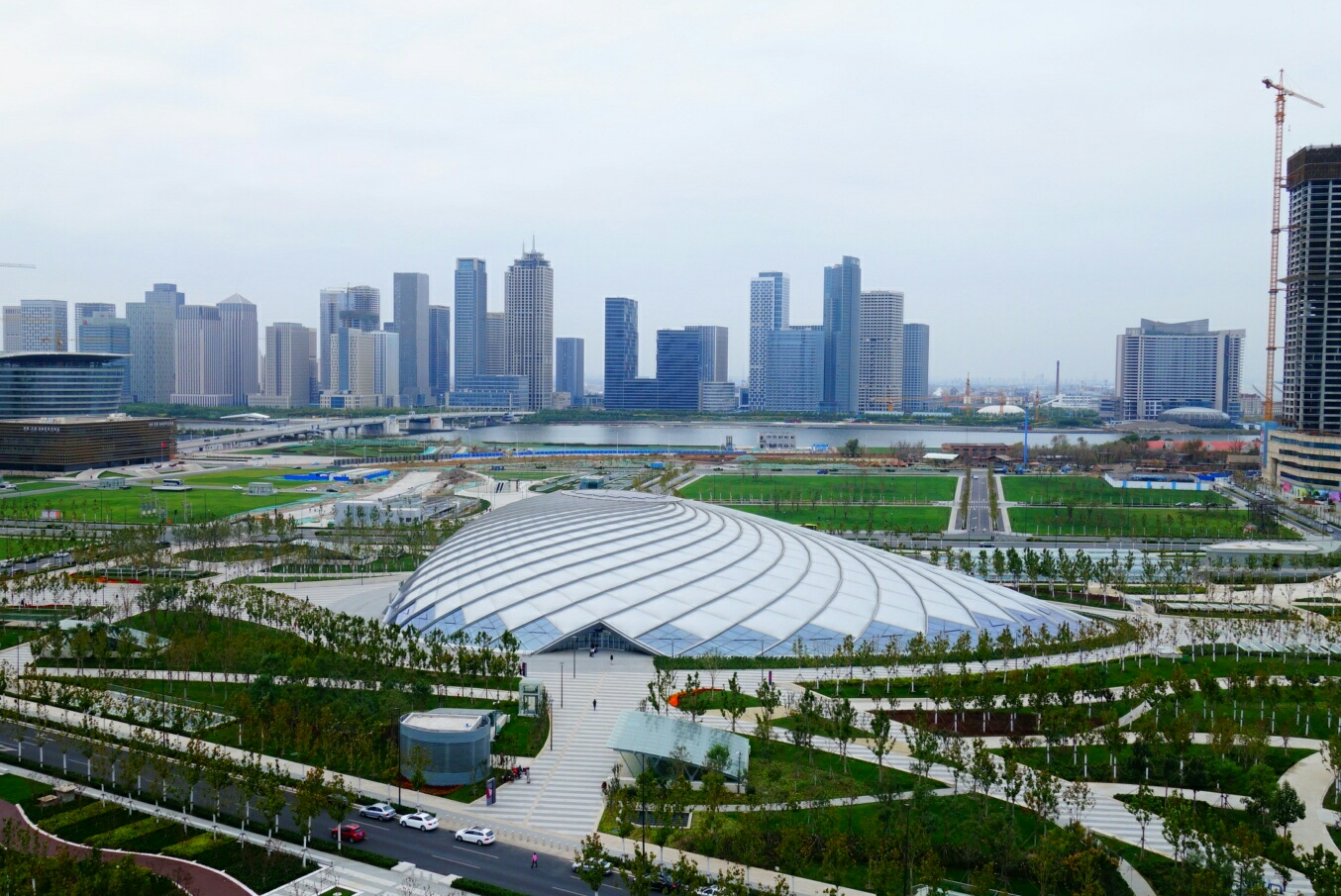
于家堡高铁站

2014年8月7日，天津市与北京市签署《贯彻落实京津冀协同发展重大国家战略推进实施重点工作协议》，明确提出北京支持天津积极争取批准建立中国自由贸易试验区。9月，媒体披露国务院向商务部下达通知，要求商务部协助天津市设计自贸区方案框架。10月22日，《中国证券报》报道，时任滨海新区区长宗国英在接受访问时表示，天津滨海新区已完成所有申报自贸区的文件，正在等待批复。
12月28日，国务院第74次常务会议讨论通过的《关于授权国务院在中国（广东）自由贸易试验区､中国（天津）自由贸易试验区､中国（福建）自由贸易试验区以及中国（上海）自由贸易试验区扩展区域暂时调整有关法律规定的行政审批的决定（草案）》经提请十二届全国人大常委会第十二次会议审议并通过。在天津自贸区内，对国家规定实施准入特别管理措施之外的外商投资，暂时停止行政审批，改为备案管理。
2015年1月25日，天津市长黄兴国作《政府工作报告》时指出，中国（天津）自由贸易试验区对外商投资实行准入前国民待遇加负面清单管理，对境外投资项目实行备案管理。1月26日，天津日报报道称，天津市政府副秘书长、商务委主任刘剑刚透露，天津自贸区目前各项前期准备工作已基本成熟，已形成了较高水平的“总体方案”。同时，还编制了天津自贸区负面清单。

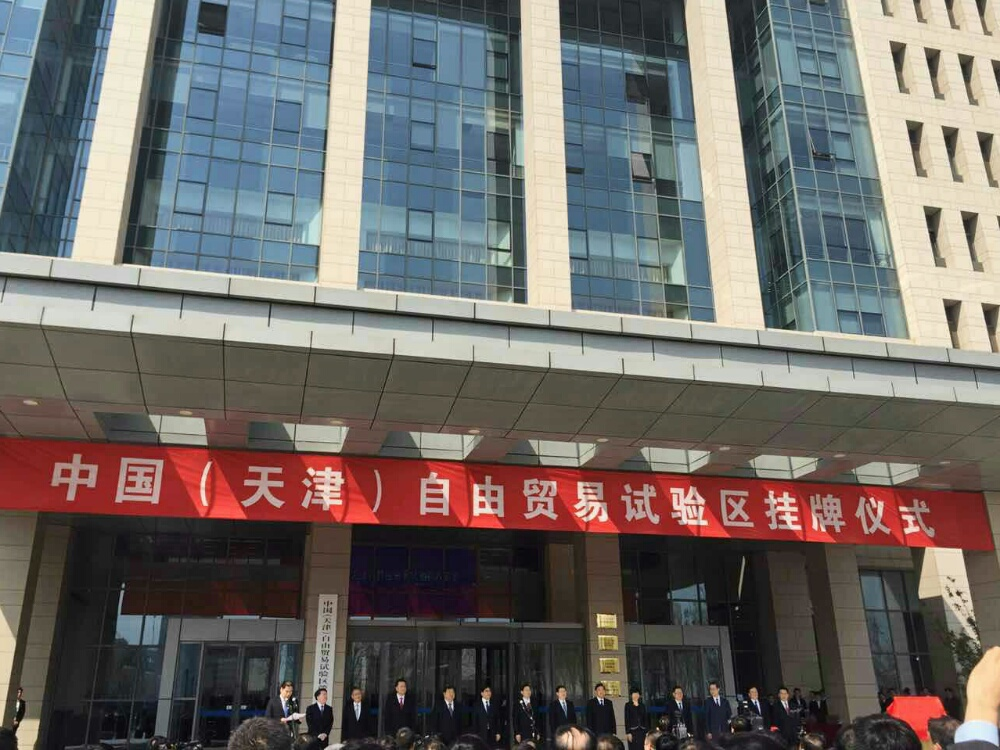
天津自贸区挂牌成立仪式

2月10日，坐落于响螺湾商务区的中船重工大厦的天津自贸区中心商务片区服务大厅竣工。2月17日，天津市委代理书记、市长黄兴国实地检查了天津自由贸易试验区筹备工作的进展情况。2月25日，中国（天津）自由贸易试验区推进工作领导小组召开第1次会议，研究确定了自贸区推进工作领导小组和领导小组办公室工作职责及相关领导分工，讨论了《中国（天津）自由贸易试验区制度创新事项（清单）》，听取了自贸区筹备工作进展情况汇报。3月5日，天津自贸区中心商务片区综合服务大厅现已对外试运营，工商、国税、地税、公安、消防、交管、安全、食药、质监、海关、海事、检验检疫、外汇管理等职能部门以及公证、会计、税务、银行、法律等服务机构已经进驻并提供服务。
3月24日，《天津自由贸易试验区总体方案》经中共中央政治局审议通过。
4月8日，国务院批准《中国（天津）自由贸易试验区总体方案》。4月20日，《总体方案》正式对外公布。

### 正式成立后

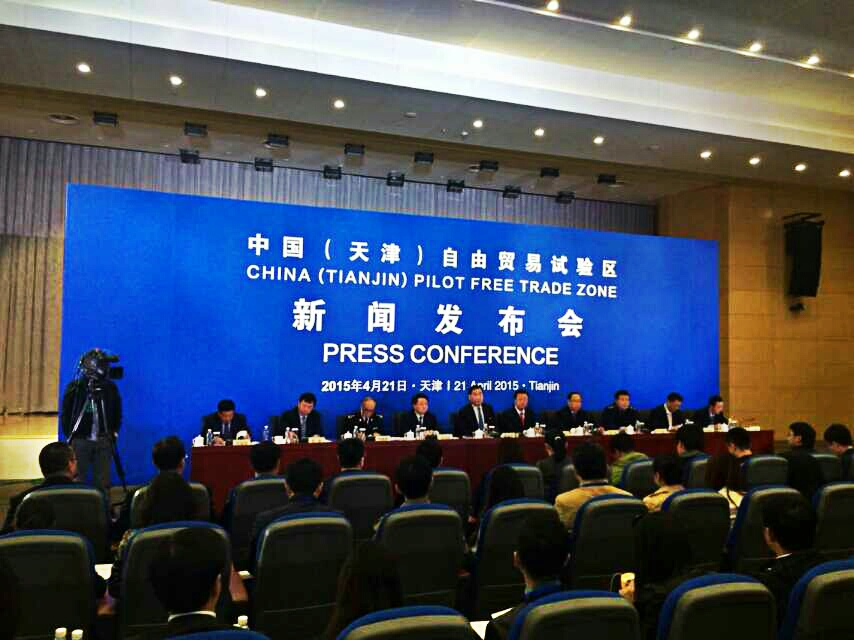
天津自贸区成立新闻发布会

2015年4月21日，中国（天津）自由贸易试验区正式挂牌成立，天津代理市委书记黄兴国等出席挂牌成立仪式。同日，首批26家金融机构宣布入驻天津自贸区。天津金城银行、渤海人寿、中信金融租赁、华运金融租赁、华泰汽车金融等金融机构将总部设立在天津自贸区内。而工商银行、农业银行、中国银行、建设银行、交通银行、邮政储蓄银行、渤海银行、天津银行、天津农商行、滨海农商行、平安银行、华夏银行、民生银行、中信银行、浦发银行、光大银行、兴业银行、招商银行、浙商银行等在天津自由贸易试验区设立分行，平安银行在天津自贸区设立保理业务中心和跨境结算中心。
同年7月，国家海关总署出台《关于支持和促进中国（天津）自由贸易试验区建设发展的若干措施》，支持天津自贸区创新海关监管制度、拓展海关特殊监管区域功能、支持新兴贸易业态和优势产业发展，以及培养法制化营商环境。
同年10月，天津自贸区先后获得有关部委批准成为平行进口汽车试点、境内外航空维修和再制造业务试点。
12月2日，国务院常务会议决定支持天津自贸区以发展融资租赁为重点，在扩大人民币跨境使用、资本项目可兑换、跨境投融资等方面开展金融开放创新试点，成熟一项、推进一项。12月11日，中国人民银行出台《中国人民银行关于金融支持中国（天津）自由贸易试验区建设的指导意见》，在扩大人民币跨境使用、外汇管理改革、租赁业发展、京津冀协同发展、完善金融服务功能和加强监测与管理等方面，给予天津自贸区金融支持。12月24日，天津市人大常委会通过《中国(天津)自由贸易试验区条例》，以法律法规的形式对天津自贸区的改革性创新措施予以确认，并为天津自贸区的发展提供指导性的规范和权威的法律依据。12月底，滨海新区政府部分机构搬迁进至自贸区内的国泰大厦。
自正式成立至2015年底，天津自贸区新登记市场主体11507户，同比增长130%，注册资本金3206.07亿元人民币，同比增长226.58%。其中，外商投资企业537户，同比增长201.69%，注册资本金1123.53亿元，同比增长223.68%。超过110家各类金融机构在天津自贸区注册，在租赁业创新方面，天津自贸区保持着全国领先地位，共有各类租赁公司达到1500多家。
2016年1月22日，天津自贸试验区新闻发布会透露，商务部正在牵头制定《天津自贸试验区服务京津冀协同发展工作方案》。
5月16日，天津自贸区管委会办公地点搬迁至于家堡融金融区宝策大厦。
7月19日，国务院决定在天津自由贸易试验区内暂时调整《中华人民共和国外资企业法实施细则》等26部行政法规、国务院文件、部门规章。

## 区位布局

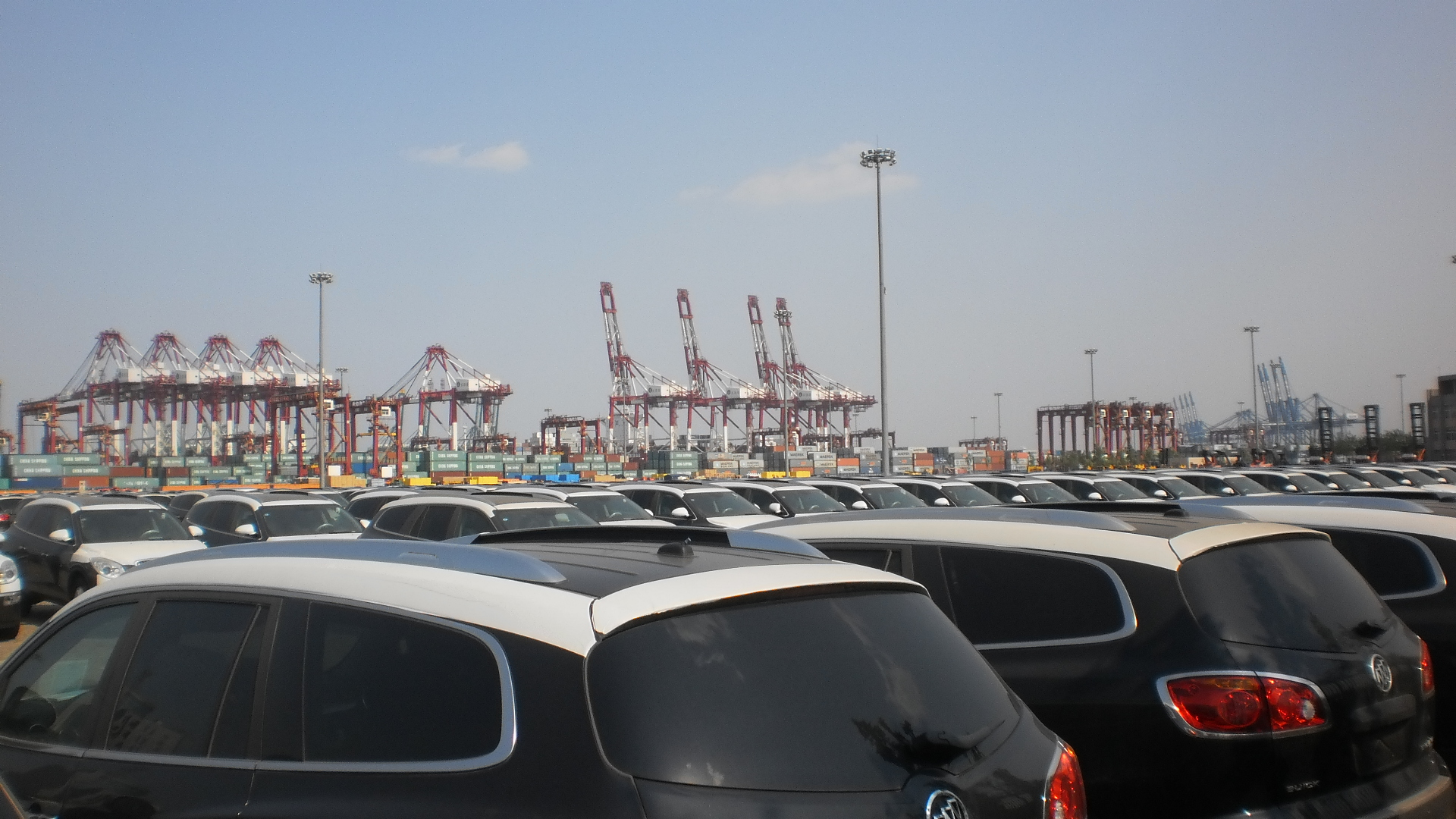
天津港码头停放的汽车

中国（天津）自由贸易试验区的实施范围119.9平方公里，涵盖三个片区：天津港片区30平方公里，天津机场片区43.1平方公里，滨海新区中心商务片区46.8平方公里。按海关监管方式划分，天津自贸试内的海关特殊监管区域重点探索以贸易便利化为主要内容的制度创新，开展货物贸易、融资租赁、保税加工和保税物流等业务；非海关特殊监管区域重点探索投资制度改革，完善事中事后监管，推动金融制度创新，积极发展现代服务业和高端制造业。

### 天津港片区

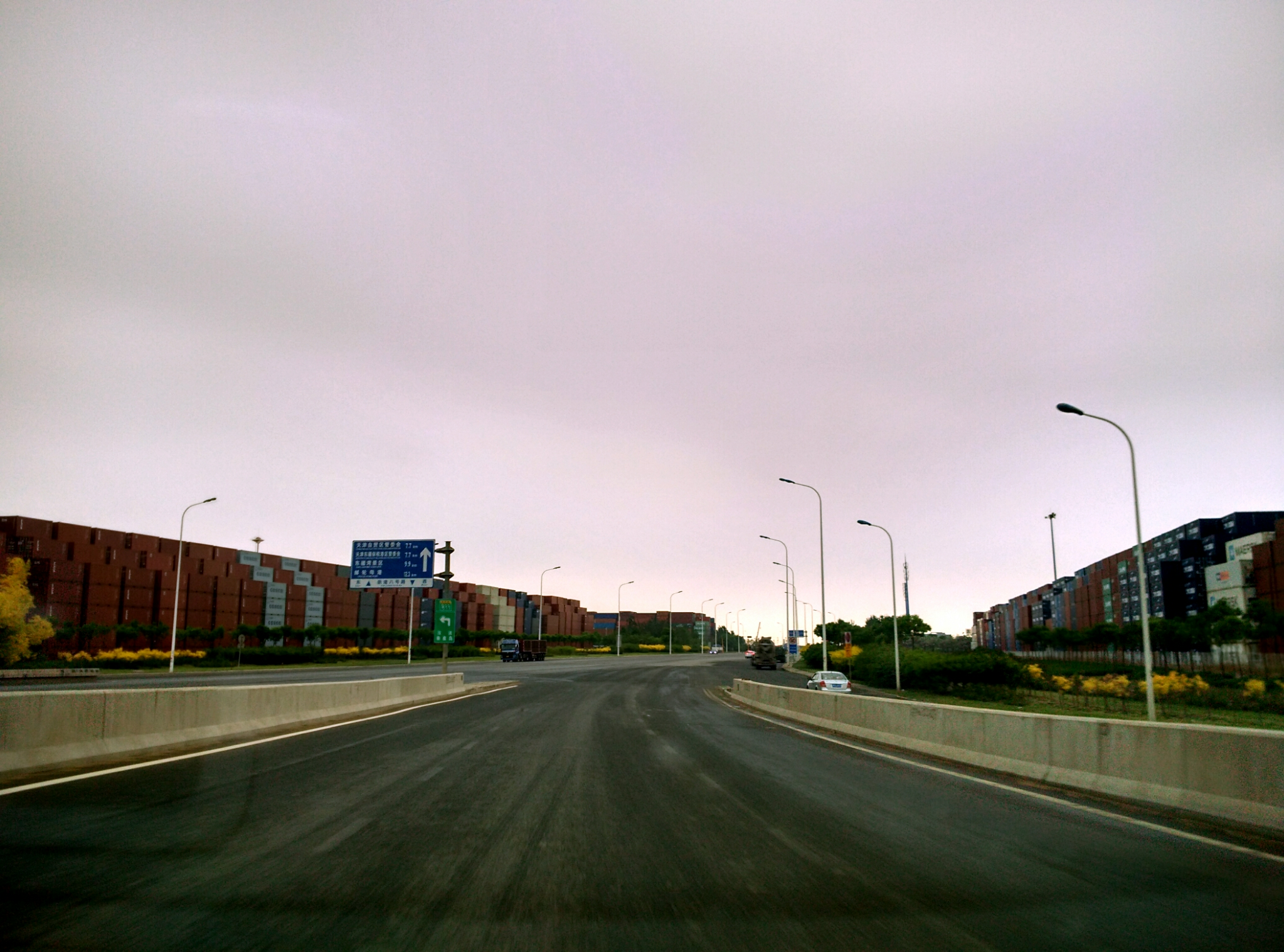
天津港片区内公路两旁的集装箱

天津港片区是北方国际航运中心和国际物流中心的核心功能区，重点发展航运物流、国际贸易、融资租赁等现代服务业，总面积30平方公里（含东疆保税港区10平方公里），四至范围：东至渤海湾，南至天津新港主航道，西至反“F”港池、西藏路，北至永定新河入海口。天津港片区，主要指天津港的东疆保税港区，是2007年国务院批准设立的海关特殊监管区，拥有国际中转、国际配送、国际采购、国际贸易、航运融资、航运交易、航运租赁、离岸金融服务八项功能，是国务院批复天津建设“北方国际航运中心”的核心功能区，规划面积10平方公里。东疆保税港区作为中国最大的保税港区，自2007年正式开港以来已有超过500家企业在区内注册。

### 天津机场片区

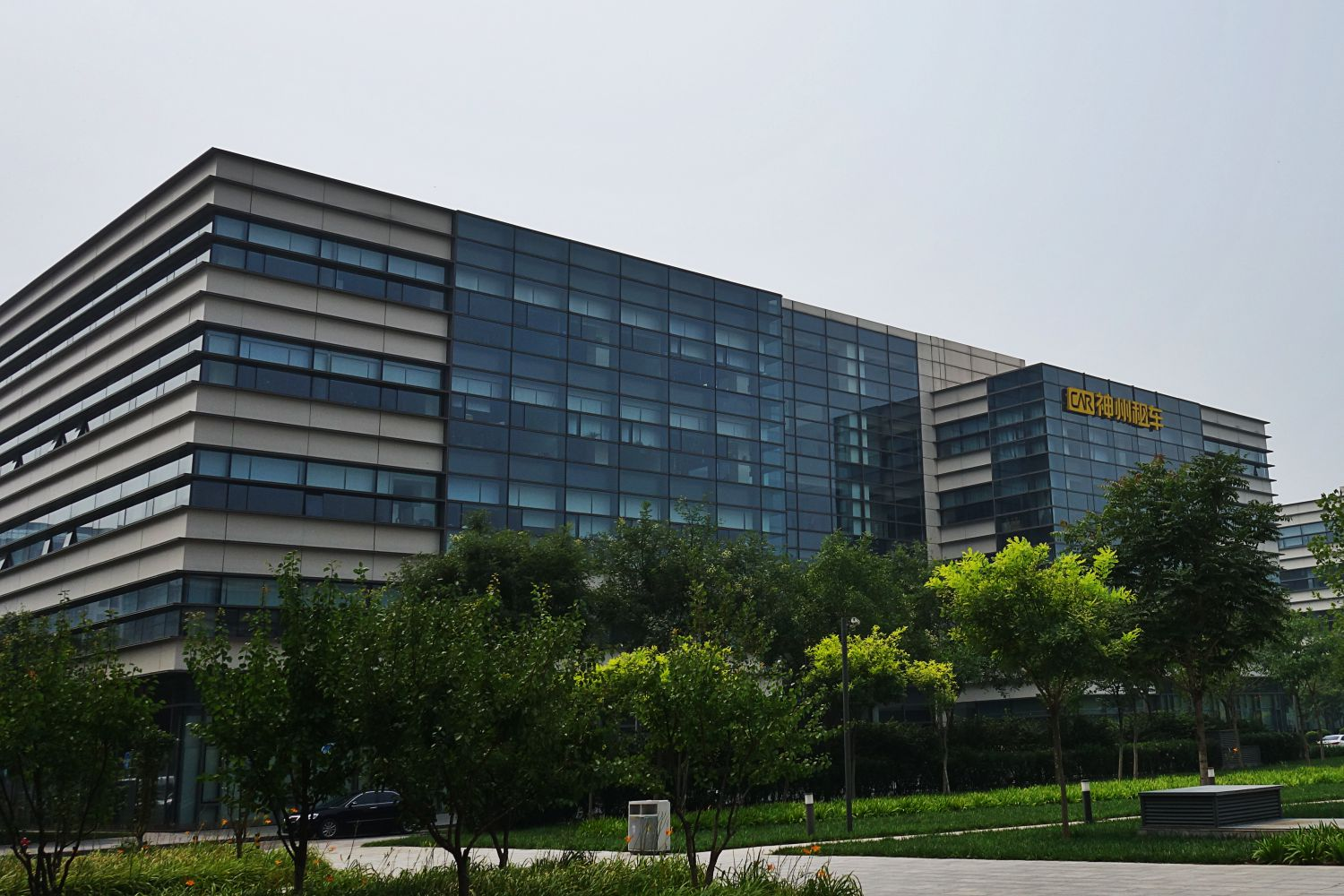
机场片区的神州租车总部

天津机场片区是天津先进制造业企业和科技研发转化机构的重要集聚区，重点发展航空航天、装备制造、新一代信息技术等高端制造业和研发设计、航空物流等生产性服务业，总面积43.1平方公里（含天津港保税区空港部分1平方公里和滨海新区综合保税区1.96平方公里），四至范围：东至蓟汕高速，南至津滨快速路、民族路、津北公路，西至外环绿化带东侧，北至津汉快速路、东四道、杨北公路。天津机场片区主要指毗邻天津滨海国际机场的滨海新区综合保税区，是2008年3月10日经国务院批准设立位于天津空港经济区内的综合保税区，规划面积195.63公顷，由天津港保税区管理委员会统一管理。滨海新区综合保税区与保税港区享受同样的政策。
空客A320总装线、空客A330宽体飞机完成和交付中心以及中航工业直升机等航空航天产业聚集是天津机场片区最核心的产业集群。

### 滨海新区中心商务片区

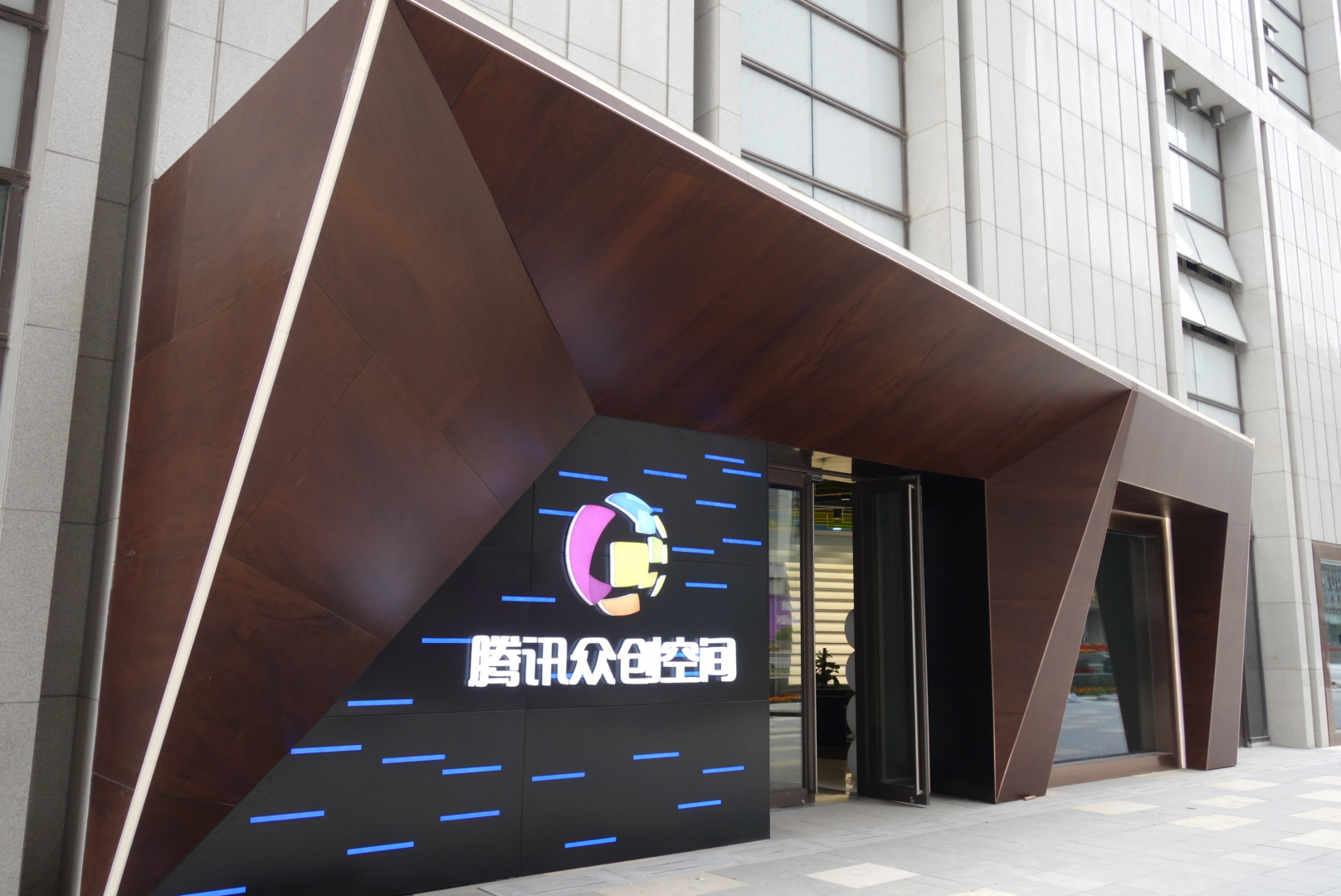
天津腾讯众创空间

滨海新区中心商务片区天津金融改革创新集聚区，也是滨海新区城市核心区，重点发展以金融创新为主的现代服务业总面积46.8平方公里（含天津港保税区海港部分和保税物流园区4平方公里），四至范围：东至临海路、东堤路、新港二号路、天津新港主航道、新港船闸、海河、闸南路、规划路、石油新村路、大沽排水河、东环路，南至物流北路、物流北路西延长线，西至大沽排水河、河南路、海门大桥、河北路，北至大连东道、中央大道、新港三号路、海滨大道、天津港保税区北围网。滨海新区中心商务片区，主要指滨海新区中心商务区和天津港保税区，是天津市滨海新区的重点发展金融、保险、商务商贸、文化娱乐、会展旅游等产业的功能区，规划总面积为37.5平方公里，包括于家堡金融区、响螺湾商务区等区域。其中，于家堡金融区将于2015年8月正式投入运营。

## 管理

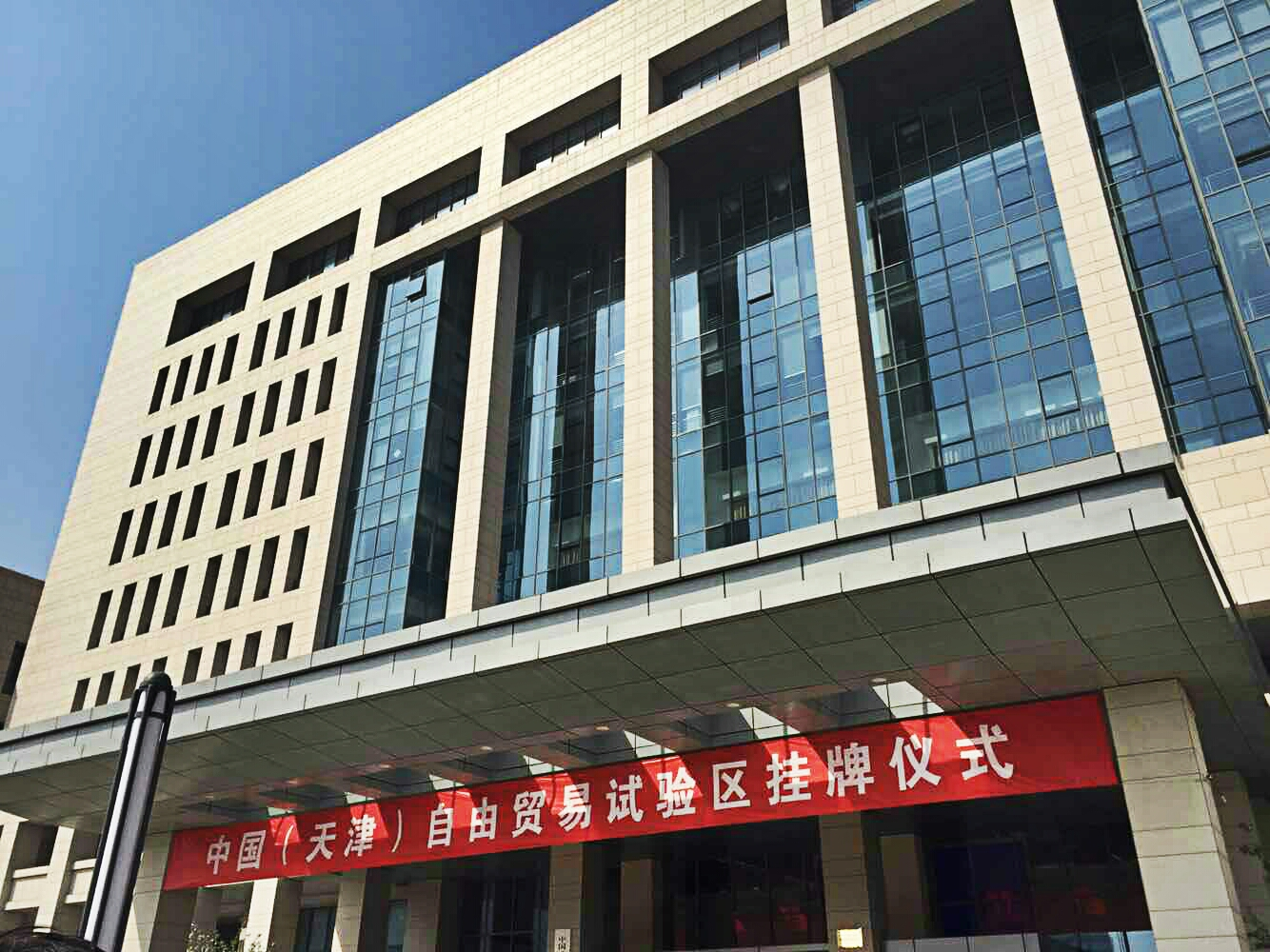
天津自贸区管委会驻地

全国人大常委会授权国务院在天津自贸区内调整部分法律，国务院授权天津市人民政府依法向天津自贸试验区下放经济管理权限。

### 暂时调整法律
2014年12月28日，全国人大常委会授权国务院在中国（天津）自由贸易试验区内暂时调整有关法律规定的行政审批，决定《中华人民共和国外资企业法》第六条关于外资企业设立审批法律规定、第十条关于外资企业分立、合并或者其他重要事项变更审批法律规定、第二十条关于外资企业经营期限审批法律规定，《中华人民共和国中外合资经营企业法》第三条关于中外合资经营企业设立审批法律规定、第十三条关于中外合资经营企业延长合营期限审批法律规定、第十四条中外合资经营企业解散审批法律规定、第五条关于中外合作经营企业设立审批法律规定、第七条关于中外合作经营企业协议、合同、章程重大变更审批法律规定、第十条关于中外合作经营企业转让合作企业合同权利、义务审批法律规定、第十二条第二款关于中外合作经营企业委托他人经营管理审批法律规定、第二十四条关于中外合作经营企业延长合作期限审批法律规定，《中华人民共和国台湾同胞投资保护法》第八条第一款关于台湾同胞投资企业设立审批法律规定，暂时停止实施该项行政审批，改为备案管理。自2015年3月1日起施行，在3年内试行。
2016年7月19日，国务院决定在天津自由贸易试验区内暂时调整《中华人民共和国外资企业法实施细则》等18部行政法规、《国务院关于投资体制改革的决定》等4件国务院文件、《外商投资产业指导目录（2015年修订）》等4件经国务院批准的部门规章的有关规定。

### 行政机构
根据《中国（天津）自由贸易试验区管理办法》，天津市人民政府批准设立中国（天津）自由贸易试验区推进工作领导小组和中国（天津）自由贸易试验区管理委员会。领导小组负责领导自贸试验区整体改革工作，研究决定自贸试验区改革的重大事项，办公室设在市商务委员会，承担领导小组日常工作。自贸区管委会为天津市人民政府派出机构，根据领导小组的决定和部署，具体统筹协调、组织实施自贸试验区改革创新任务，研究评估自贸试验区的改革创新措施。自贸区管委会下设办公室、综合改革局、综合协调局、综合监管局及信息服务中心。

### 人事
时任天津市委代理书记、市长黄兴国任中国（天津）自由贸易试验区推进工作领导小组组长。黄兴国落马后，新任天津市委书记李鸿忠接任该职务。
2015年4月，天津自贸区成立之初，天津市市委常委、常务副市长段春华任自贸试验区管委会主任，领导自贸区管委会全面工作。天津市副市长阎庆民任管委会第一副主任，统筹协调自贸区内金融创新及税收管理体制改革，协助主任分管自贸区管委会工作。天津市政府副秘书长、市商务委主任刘剑刚兼任管委会副主任，牵头协调与国家商务部等相关部委的沟通衔接工作；牵头协调自贸区管委会与市内各单位关系；统筹协调领导小组办公室与自贸区管委会的关系。滨海新区区委副书记、区长张勇兼任管委会副主任，协调处理自贸区管委会与滨海新区、三个功能区与滨海新区的关系。东疆保税港区（东疆港区）管委会主任张爱国兼任管委会副主任，分管东疆片区（天津港片区）办事处和服务大厅全面工作。滨海新区中心商务区管委会主任郑伟铭兼任管委会副主任，分管滨海新区中心商务片区办事处和服务大厅全面工作。天津港保税区（空港经济区）管委会主任杨兵兼任管委会副主任，分管天津机场片区办事外和服务大厅全面工作。天津市商务委巡视员蒋光建任管委会专职副主任，主持自贸区管委会日常工作。
2015年12月，曾任银监会副主席的阎庆民继任自贸试验区管委会主任，副市长赵海山继任第一副主任。沈蕾因接替张爱国出任东疆保税港区管委会主任，而接任自贸试验区管委会分管东疆片区的副主任。曾任职于国家外汇管理局的肖胜任管委会副主任（挂职）。

### 智库
2014年7月，南开大学中国自由贸易试验区研究中心成立。南开大学滨海开发研究院亦为天津自贸区建设发挥了智库作用。8月，滨海新区和天津财经大学合作建设天津市自由贸易区研究院，作为天津自贸区的智库。中国社会科学院经济研究所所长、党委书记裴长洪任院长，天津财经大学经济学院副院长刘恩专任执行院长。刘恩专等参与了《中国（天津）自由贸易试验区总体方案》的起草工作。

## 政府的总体要求和任务

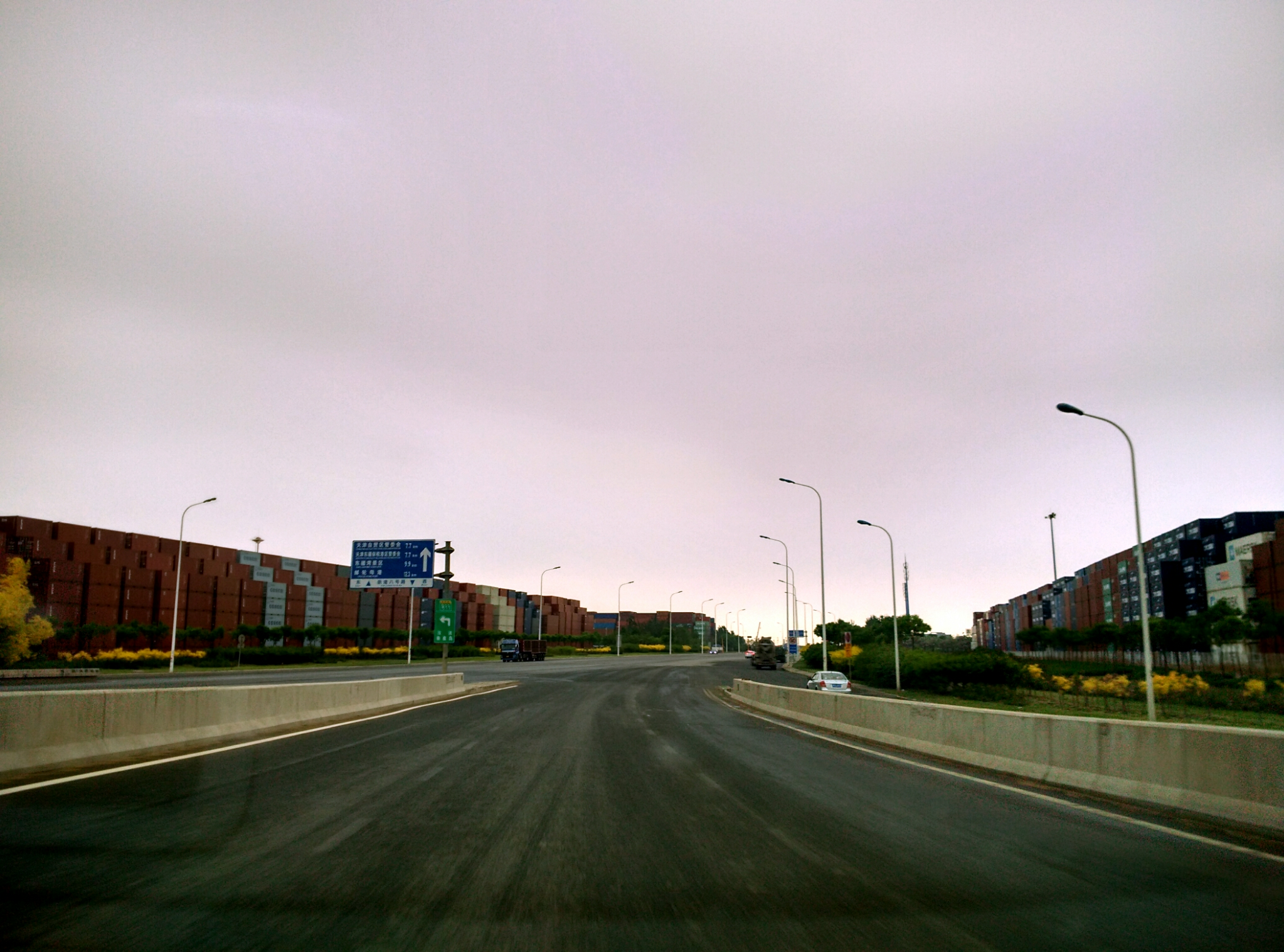
自贸区天津港片区新港八号路

国务院批复的《中国（天津）自由贸易试验区总体方案》中指出建立天津自贸区的战略定位是：“以制度创新为核心任务，以可复制可推广为基本要求，努力成为京津冀协同发展高水平对外开放平台、全国改革开放先行区和制度创新试验田、面向世界的高水平自由贸易园区”；总体目标是：“经过三至五年改革探索，将自贸试验区建设成为贸易自由、投资便利、高端产业集聚、金融服务完善、法制环境规范、监管高效便捷、辐射带动效应明显的国际一流自由贸易园区，在京津冀协同发展和我国经济转型发展中发挥示范引领作用”。根据《中国（天津）自由贸易试验区总体方案》，天津自贸区的任务将在集中在加快政府职能转变、扩大投资领域开放、推动贸易转型升级、深化金融领域开放创新和推动实施京津冀协同发展战略等五方面。

### 加快政府职能转变
在加快政府职能转变方面，总体方案要求天津自贸区创新行政管理方式，提升行政管理水平，建设适应国际化、市场化、法治化要求和贸易投资便利化需求的服务体系，在深化行政体制改革和提高行政管理效能方面积极探索。
天津自贸区成立后，天津市政府先后编制了《中国(天津)自由贸易试验区管理办法》《中国(天津)自由贸易试验区条例》等，滨海新区法院设立了天津自贸试验区法庭、天津自贸试验区国际仲裁中心等。
2016年6月，滨海新区行政审批局从塘沽政通大厦迁至天津自贸区于家堡的宝策大厦。

### 扩大投资领域开放
在扩大投资领域开放方面，总体方案要求天津自贸区稳步扩大开放领域，改革“引进来”和“走出去”投资管理方式，突出重点，创新机制，有效监管，完善服务，探索建立与国际通行做法接轨的基本制度框架，在降低投资准入门槛，改革外商投资管理方式和构建对外投资合作平台上有所突破。
2015年4月，国务院批复了《自由贸易试验区外商投资准入特别管理措施（负面清单）》，适用于天津自贸区。《负面清单》之外的领域，在自贸试验区内按照内外资一致原则实施管理。

### 推动贸易转型升级

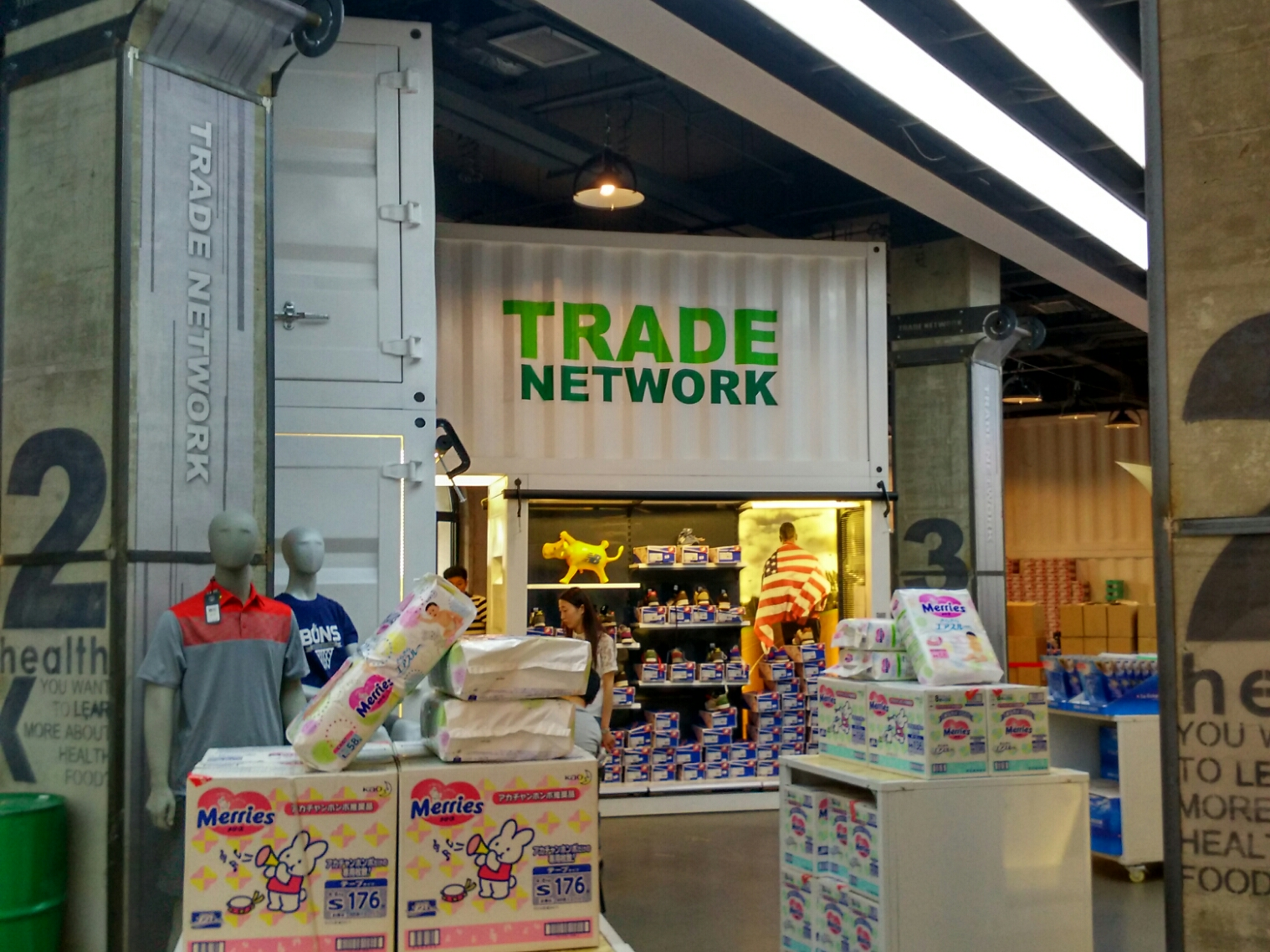
民园保税商品展示交易中心

在推动贸易转型升级方面，总体方案要求天津自贸区积极培育新型贸易方式，打造以技术、品牌、质量、服务为核心的外贸竞争新优势，探索形成具有国际竞争力的航运业发展环境，在完善国际贸易服务功能，增强国际航运服务功能，创新通关监管服务模式等四方面进行积极探索。

### 深化金融领域开放创新
在深化金融领域开放创新方面，总体方案要求天津自贸区深化金融体制改革，实施业务模式创新，培育新型金融市场，加强风险控制，推进投融资便利化、利率市场化和人民币跨境使用，做大做强融资租赁业，服务实体经济发展，在推进金融制度创新，增强金融服务功能，提升租赁业发展水平和建立健全金融风险防控体系等四方面先试先行。
2015年11月，天津市出台《天津市金融改革创新三年行动计划(2016-2018年)》，宣布为了推进金融改革创新，将在天津自贸区内实施包括开立人民币银行结算账户、外汇账户和自由贸易账户在内的多项改革政策。在金融监管方面，天津自贸区将精简行政审批项目，简化事前准入事项，加强事中事后分析评估和事后备案管理，在合法合规的前提下，监管机构对入区的金融机构逐步放宽准入条件，减少行政审批环节，区内金融业务准入和高级管理人员资质实行备案制。12月，中国人民银行出台《中国人民银行关于金融支持中国（天津）自由贸易试验区建设的指导意见》，在扩大人民币跨境使用、外汇管理改革、租赁业发展、京津冀协同发展、完善金融服务功能和加强监测与管理等方面，给予天津自贸区金融支持。

### 推动实施京津冀协同发展战略
在推动京津冀协同发展战略方面，总体方案要求天津自贸区发挥自贸试验区对外开放高地的综合优势，推动京津冀地区外向型经济发展，构建全方位、多层次、宽领域的区域开放型经济新格局，在增强口岸服务辐射功能，促进区域产业转型升级，推动区域金融市场一体化，构筑服务区域发展的科技创新和人才高地等四方面有所作为。商务部将牵头制定《天津自贸试验区服务京津冀协同发展工作方案》。2016年，天津市政府与河北省政府联合申报将曹妃甸区纳入天津自贸试验区，成为天津自贸区河北曹妃甸片区。

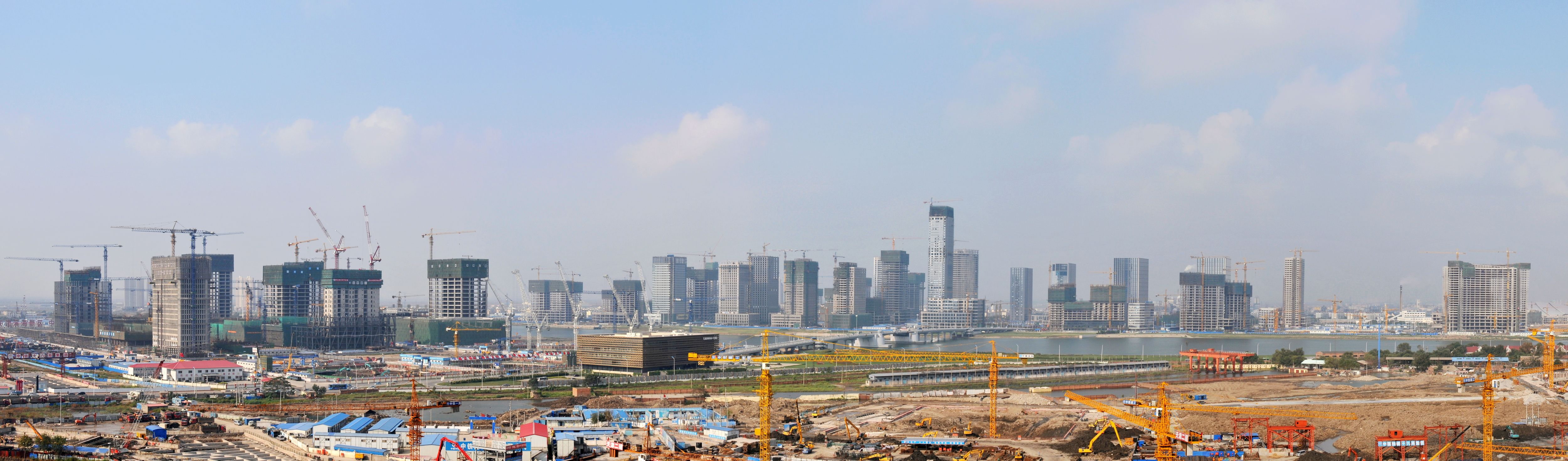
2011年建设中的滨海新区中心商务区

## 评估
2016年9月，上海财经大学25日正式公布的“上财中国自由贸易试验区发展指数”显示，天津自贸区居于第三位。
天津自贸试验区建设存在部分重点改革创新任务进度不理想，对国际高标准投资贸易规则的压力测试、风险测试还不够，制度创新问题导向性还不强等问题。此外，天津自贸区还存在管理体制执行度和制度创新碎片化等共性问题。天津自贸试验区开展了设立两周年之际，毕马威咨询公司和南开大学作为第三方评估机构对天津自贸区的制度创新工作进行了评估。
2017年5月，中山大学自贸区研究院针对沪粤津闽四大自贸区的八个片区编制的编制的“2016-2017年度中国自由贸易试验区制度创新指数”显示，天津自贸区排名第五位，在投资便利化、贸易便利化、金融创新、政府职能转变、法治化建设5个一级指标中，政府职能转变倒数第一、法制化建设倒数第二。